# میدلزبرو (کنتاکی)
میدلزبروو (به انگلیسی: Middlesborough) شهری در ایالت کنتاکی کشور ایالات متحده آمریکا است که جمعیت آن در سرشماری سال ۲۰۱۰ میلادی، ۱۰٬۳۳۴ نفر بوده‌است.